# Griselio Torresola
Griselio Torresola Roura (Jayuya, 19 de julio de 1925 - Washington D. C., 1 de noviembre de 1950) fue un nacionalista puertorriqueño. Junto con Oscar Collazo, participaron en un intento de magnicidio contra el presidente de los Estados Unidos, Harry S. Truman.

## Biografía

### Primeros años y trayectoria política
Nació en municipio de Jayuya (Puerto Rico). Su familia apoyaba el Movimiento independentista de Puerto Rico. Habían participado en muchas de las revueltas en la isla. A los 23 años, se mudó a Nueva York en agosto de 1948 para conseguir trabajo. Se empleó en una papelería y perfumería de Nueva York. Afectado por una separación de su primera esposa, perdió su trabajo. Miembro del Partido Nacionalista de Puerto Rico, se unió a la sección neoyorquina del partido, donde conoció al también nacionalista Oscar Collazo.
Vivía con su nuevo amor, Carmen Dolores, que estaba embarazada de su segundo hijo, y su pequeña hija Rebecca, con un cheque de asistencia social de 125 dólares al mes.

### Grito de Jayuya
Los nacionalistas se habían enfadado por lo que consideraban grandes injusticias durante las décadas anteriores, incluyendo la masacre de Ponce, los asesinatos extrajudiciales de algunos miembros y el encarcelamiento de Pedro Albizu Campos, presidente del Partido Nacionalista, por su defensa de la resistencia violenta. Consideraban que los cambios inminentes del estado de Puerto Rico, de territorio no autónomo a Estado Libre Asociado parcialmente autónomo, eran una continuación del imperialismo de Estados Unidos. Consideraban a Puerto Rico como una colonia que exigía la independencia de los Estados Unidos.
El 30 de octubre de 1950, el hermano y la hermana de él participaron en el Grito de Jayuya, parte de los esfuerzos insurgentes de los nacionalistas en todo Puerto Rico. El gobierno de la isla declaró la ley marcial y atacó la ciudad con aviones de combate estadounidenses P-47 Thunderbolt, artillería terrestre, fuego de mortero, granadas y la Guardia Nacional de Puerto Rico. Los aviones ametrallaron casi todos los tejados de la ciudad. Los nacionalistas mantuvieron la ciudad durante dos días; una vez superados, el gobierno realizó arrestos masivos. En la ciudad de Nueva York, él se enfadó por la situación. Más tarde se enteró de que una gran parte de su ciudad natal había sido destruida, pero no se informó de la magnitud de la respuesta militar fuera de Puerto Rico. Los medios de comunicación estadounidenses informaron que el presidente Truman dijo que era un "incidente entre puertorriqueños". Se enteró de que su hermana fue herida y su hermano arrestado en la revuelta.

## Intento de asesinato
Él y Collazo decidieron que debían actuar rápidamente para llamar la atención del mundo sobre la causa de la independencia. Al enterarse de que el presidente Truman estaba viviendo en Blair House mientras se renovaba la Casa Blanca, pensaron que la seguridad sería menor. Decidieron asesinarle para conseguir publicidad para su causa.
Los dos hombres tomaron el tren desde Nueva York hacia el sur hasta Washington D. C. El 1 de noviembre de 1950, se acercaron a la Casa. Subió por la Avenida Pensilvania desde el lado oeste mientras su compañero, Oscar Collazo, se dirigió a los agentes especiales del Servicio Secreto y a los policías de la Casa Blanca desde el este. Se acercó a una caseta de vigilancia en la esquina oeste de la casa, y observó a un agente, sentado dentro. Disparó rápidamente cuatro veces con su pistola semiautomática Luger de 9 mm a corta distancia contra el agente, que era Leslie Coffelt, antes de que éste pudiera reaccionar. Tres de los disparos alcanzaron a Coffelt en el pecho y el abdomen, y el cuarto atravesó su túnica de policía. Coffelt se desplomó en su silla, y acusa de las heridas murió.
Vio que un policía de paisano de la Casa Blanca llamado Joseph Downs se había vuelto hacia él. Le disparó en la cadera antes de que pudiera sacar su arma, y dos veces más. Herido, Downs escapó por la puerta del sótano y la cerró para evitar que él entrara. A continuación,  se centró en un tiroteo entre Collazo y varios agentes de la ley. Disparó al policía del Distrito de Columbia Donald Birdzell en la rodilla izquierda desde una distancia de aproximadamente 40 pies, incapacitándolo y evitando que disparara a Collazo.
De pie, a la izquierda de la escalinata de la Blair House, mientras recargaba, él estaba sólo 9 metros del presidente Truman, que se había despertado por los disparos y miraba hacia fuera. Los agentes le gritaron que se alejara de la ventana. El moribundo oficial Coffelt salió con dificultad de la cabina de guardia y disparó a Torresola en la cabeza. La bala de Coffelt atravesó la cabeza de Torresola y le voló una parte del cerebro, matándolo al instante.
Coffelt murió de sus tres heridas de bala varias horas después. El tiroteo duró menos de 40 segundos. A él le sobrevivieron su mujer Rebecca y sus dos hijos. Fue enterrado en el Cementerio Municipal de Jayuya, Puerto Rico.